# Oviglio
Oviglio (piemontesisch J'Ovij oder J'Oij) ist eine Gemeinde in der italienischen Provinz Alessandria (AL), Region Piemont. 

## Lage und Einwohner
Die Gemeinde Oviglio liegt rund 13 Kilometer südwestlich von der Provinzhauptstadt Alessandria im Unterlauf des Belbo, der kurz danach in den Tanaro mündet, auf einer Meereshöhe von 107 Meter. Das Gemeindegebiet umfasst eine Fläche von 27,31 km² und hat 1213 (Stand 31. Dezember 2023) Einwohner.
Die Nachbargemeinden sind Alessandria, Bergamasco, Borgoratto Alessandrino, Carentino, Castellazzo Bormida, Felizzano, Incisa Scapaccino, Masio und Solero.

## Geschichte

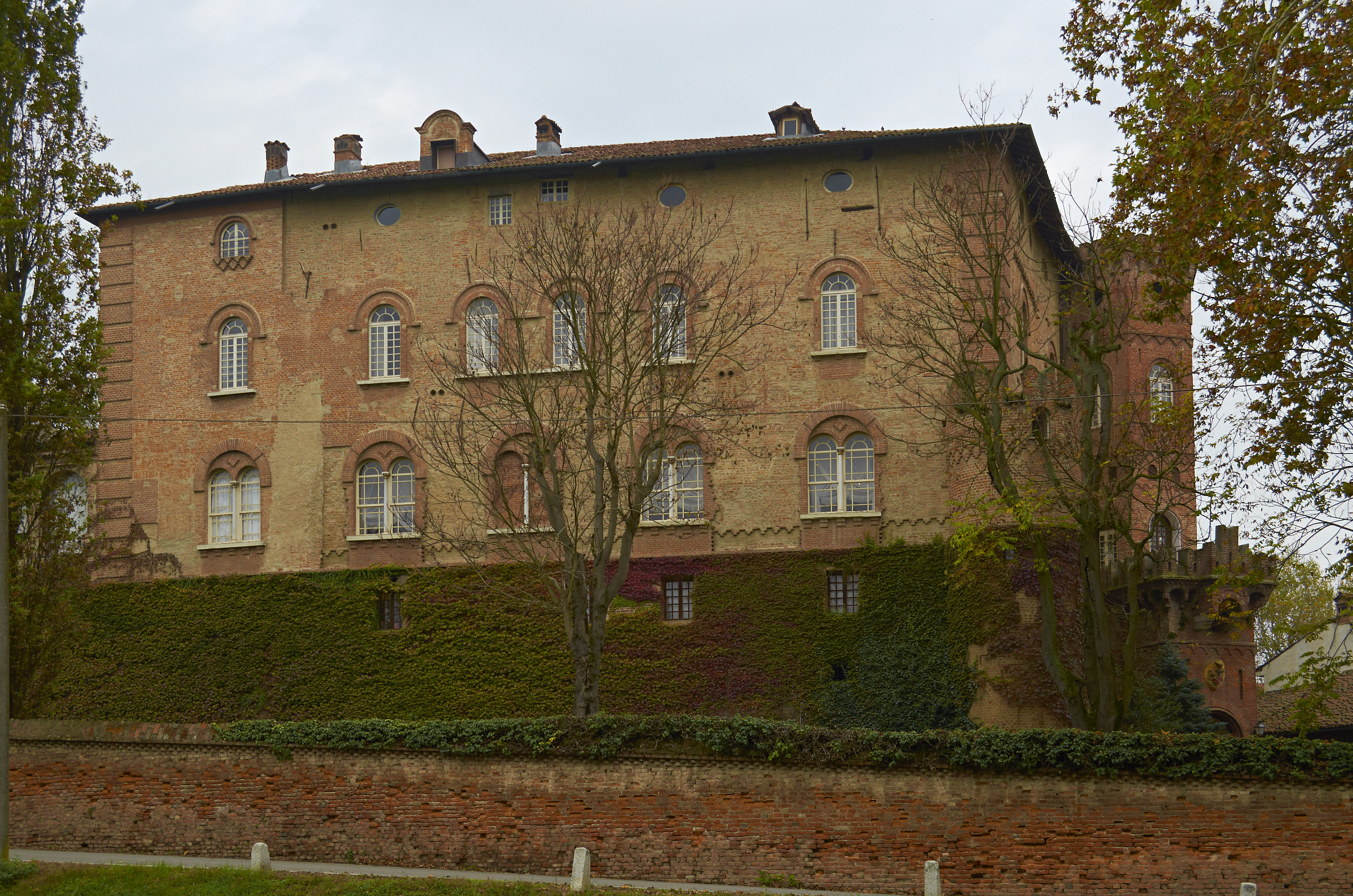
Das Schloss von Oviglio

Die Siedlung wurde seit der Antike von den Ligurern bewohnt und stand höchstwahrscheinlich auch unter römischer Herrschaft. Nach der Besetzung durch die Karolinger und der Unterteilung in Grafschaften und Marken wurde die Stadt durch den Beschluss von Korrado I. zur Hauptstadt einer Grafschaft, die zum Besitz des Klosters San Pietro in Ciel d'oro in Pavia gehörte. Sie war außerdem Teil des Lombardischen Bundes und beteiligte sich an der Gründung der Gemeinde Alessandria. Kaiser Heinrich schenkte es dem Markgrafen von Monferrato, der es wiederum der Familie Incisa überließ, unter deren Kontrolle es bis 1276 blieb. Später ging es an Nicolò Fieschi über und wurde von den Visconti erobert. 
Im Laufe der folgenden Jahrhunderte bildeten sich verschiedene Allianzen, die die Übertragung der Feudalrechte an die verschiedenen Familien vor Ort bestimmten. Nach seiner Zerstörung im Jahr 1404 durch Facino Cane übergab Filippo Maria Visconti es Giacobino, Pietro und Bartolomeo Ferrari als Lehen. Nach etwa siebzig Jahren wurde Filippo Fieschi sein Herr, allerdings nur für kurze Zeit, da Herzog Massimiliano Sforza es 1513 Gerolamo Perboni schenkte, einem Herrn, der als der aufgeklärteste Feudalherr und Autor des moralischen Werks „Opus Uviliarium“ in die Geschichte einging.
Im Jahr 1782 verfügte Vittorio Amedeo III., dass die Siedlung der Marquise Marianna Solaro gehörte. 

## Sehenswürdigkeiten
- Die Kirche Sant'Agata, die in sehr alten Zeiten erbaut wurde, um ein Kloster zu beherbergen, das dann Anfang 1802 von Napoleon aufgelöst wurde.
- Das Schloss wurde schon im 13. Jahrhundert erwähnt und gehörte verschiedenen örtlichen Herren. Heute ist es ein gehobenes Hotel.
- Die Kirche der Heiligen Felice und Agata aus dem Jahr 1308, erbaut im spätromanischen Stil.